# دواين ألين
دواين ألين (بالإنجليزية: Dwayne Allen)‏ هو لاعب كرة قدم أمريكية أمريكي، ولد في 24 ديسمبر 1990 في فاييتفيل في الولايات المتحدة.

## وصلات خارجية
- دواين ألين على موقع إي إس بي إن.كوم (أن.أف.أل)3
- دواين ألين على موقع مرجع كرة القدم المحترفة.كوم (الإنجليزية)